# Bandera de la Federación de Bosnia y Herzegovina
Actualmente no existe una bandera oficial de la Federación de Bosnia y Herzegovina. La federación es parte del Estado de Bosnia y Herzegovina. La federación adoptó su propia bandera en 1996, pero la bandera y el escudo de armas asociado fueron considerados inconstitucionales por el Tribunal Constitucional de Bosnia y Herzegovina en 2007 y ahora se considera una bandera "de facto". La federación aún no ha adoptado una nueva bandera, himno o escudo de armas; en cambio, los símbolos del Estado central se utilizan con fines oficiales como solución provisional.

## Bandera de 1996-2007
La Federación de Bosnia y Herzegovina adoptó una bandera el 5 de noviembre de 1996. En la bandera, el verde representaba a los bosnios y el rojo a los croatas de Bosnia. Lo mismo ocurrió con el escudo de armas, en el que las armas verdes y la flor de lis dorada representaban a los bosnios y el escudo chequy a los croatas de Bosnia. Las diez estrellas dispuestas en círculo, aunque se parecen a las de la bandera europea, representaban los 10 cantones de la Federación.

### Decisión del tribunal constitucional
El 12 de abril de 2004, Sulejman Tihić, entonces Presidente de la Presidencia de Bosnia y Herzegovina, presentó una solicitud ante el Tribunal Constitucional de Bosnia y Herzegovina para que se revisara la constitucionalidad de los artículos 1 y 2 de la Ley sobre el escudo de armas y la bandera de Bosnia y Herzegovina. Federación de Bosnia y Herzegovina (Boletín Oficial de la Federación de Bosnia y Herzegovina Nº 21/96 y 26/96), artículos 1, 2 y 3 de la Ley constitucional sobre la bandera, el escudo y el himno de la República Srpska (Boletín Oficial de la República Srpska N° 19/92), los artículos 2 y 3 de la Ley sobre el uso de la bandera, el escudo y el himno (Boletín Oficial de la República Srpska N° 4/93) y los artículos 1 y 2 de la Ley sobre las fiestas patronales de la familia y las festividades religiosas de la República Srpska (Boletín Oficial de la República Srpska Nº 19/92). El 2 de diciembre de 2004, el demandante presentó un complemento a su solicitud. En 2006 se adoptaron dos decisiones parciales, cuando el Tribunal dictaminó que el escudo de armas y la bandera de la Federación de Bosnia y Herzegovina, así como el escudo de armas, el himno, las fiestas patronales de la familia y las fiestas religiosas de la República Srpska eran inconstitucionales. En su decisión, entre otras cosas, el Tribunal afirmó:

El Tribunal Constitucional concluye que los pueblos bosnio y croata de la Federación de Bosnia y Herzegovina y los serbios de la República Srpska tienen el derecho legítimo de preservar su tradición, cultura e identidad a través de mecanismos legislativos, pero se debe conceder el mismo derecho a los el pueblo serbio de la Federación de Bosnia y Herzegovina y los pueblos bosnio y croata de la República Srpska y otros ciudadanos de Bosnia y Herzegovina. El Tribunal Constitucional sostiene además que no puede considerar razonable y justificado el hecho de que cualquiera de los pueblos constituyentes tenga una posición privilegiada en la preservación de la tradición, la cultura y la identidad, ya que los tres pueblos constituyentes y otros ciudadanos de Bosnia y Herzegovina disfrutan de los derechos y cumplen obligaciones de la misma manera prevista en la Constitución de Bosnia y Herzegovina y las Constituciones de las Entidades. Además, reviste particular importancia el hecho de que la identidad de los pueblos constituyentes, educación, religión, lengua, fomentando la cultura, la tradición y el patrimonio cultural estén definidos en la Constitución de la República. Federación de Bosnia y Herzegovina y Constitución de la República Srpska, como intereses nacionales vitales de los pueblos constituyentes.

El nombre formal del artículo es U-4/04, pero es ampliamente conocido como "Decisión sobre las insignias de las entidades" (en bosnio: Odluka o obilježjima entiteta), ya que su mérito se refería a los símbolos de las entidades. El tribunal ha ordenado al Parlamento de la Federación de Bosnia y Herzegovina y a la Asamblea Nacional de la República Srpska que ajusten los documentos jurídicos impugnados a la Constitución de Bosnia y Herzegovina en un plazo de seis meses a partir de la fecha de publicación de su decisión en el Boletín Oficial de Bosnia y Herzegovina. Bosnia y Herzegovina. Al no realizarse la armonización en el plazo concedido, ese Tribunal adoptó, el 27 de enero de 2007, la Sentencia sobre falta de ejecución en la que estableció que los artículos impugnados de los documentos jurídicos interpretados dejarán de estar en vigor a partir de la fecha siguiente a la fecha de publicación de la sentencia en el Boletín Oficial de Bosnia y Herzegovina.
El 31 de marzo de 2007, el Tribunal Constitucional publicó su decisión en el "Boletín Oficial de Bosnia y Herzegovina" eliminando oficialmente la bandera y el escudo de armas de la Federación de Bosnia y Herzegovina.